# Lupăria, Iași
Lupăria este un sat în comuna Cotnari din județul Iași, Moldova, România.
Schitul din sat a fost înființat în anul 1995 de ÎPS Daniel, într-o fostă cramă a Mitropoliei Moldovei.